# 利纳斯-德尔巴列斯
利纳斯-德尔巴列斯，是西班牙加泰罗尼亚巴塞罗那省的一个市镇。总面积28平方公里，总人口7238人（2001年），人口密度259人/平方公里。